# Digitaria paniculata
Digitaria paniculata là một loài thực vật có hoa trong họ Hòa thảo. Loài này được Soderstr. ex McVaugh mô tả khoa học đầu tiên năm 1983.